# Leistungsklasse A 2006/07
Die Saison 2006/2007 der Leistungsklasse A war die 18. Austragung der höchsten Spielklasse im Schweizer Fraueneishockey und zugleich die 21. Schweizer Meisterschaft. Den Titel gewann zum zweiten Mal in der Vereinsgeschichte die Frauenmannschaft des HC Lugano, die damit ihren Titel aus dem Vorjahr verteidigte.

## Modus
Der Spielmodus sieht eine gemeinsame Qualifikationsrunde, geteilte Zwischenrunden sowie Play-offs (Best-of-Three) und Play-outs vor. Die Qualifikationsrunde besteht aus Hin- und Rückrunde mit insgesamt 12 Spielen je Mannschaft. Anschließend spielen die Mannschaften auf den Rängen 1–4 und 5–7 getrennt die Zwischenrunde aus, dabei wird die Hälfte der Punkte mitgenommen. Jede Mannschaft absolviert eine Einfachrunde mit Hin- und Rückspiel in der Zwischenrunde. Die Mannschaften der Play-off-Gruppe spielen anschliessend in den Play-offs um den Schweizer Meistertitel, während die Mannschaft auf dem siebten  Platz in den Play-outs gegen die drei besten Mannschaften der LKB um den Auf- und Abstieg spielt (Play-outs).
Nach der Einführung von Overtime nach der Zwei-Punkte-Regel vor der letzten Saison geht die Leistungsklasse A nun zur Drei-Punkte-Regel über: Für einen Sieg nach regulärer Spielzeit gibt es drei Punkte, für einen Sieg nach Verlängerung oder Penaltyschiessen zwei Punkte, für eine Niederlage nach Verlängerung oder  Penaltyschiessen einen Punkt und für eine Niederlage nach regulärer Spielzeit null Punkte.

## Teilnehmer
Aufgrund des Rückzugs des DHC Lyss und des EHC Illnau-Effretikon nach der Vorsaison wurde der EV Bomo Thun nachträglich in die Leistungsklasse A aufgenommen.
| Team            | Trainer                       | Spielstätte                                                     |
| --------------- | ----------------------------- | --------------------------------------------------------------- |
| EV Zug          | Rolf Landis                   | Eishalle Herti Trainingshalle, Zug Rigihalle, Küssnacht am Rigi |
| HC Lugano       | Greg Fair                     | Resega, Lugano                                                  |
| DHC Langenthal  | Toni Neuenschwander           | Schorenhalle, Langenthal                                        |
| DSC Oberthurgau | Ursula Walther, Patrick Henry | EZO, Romanshorn                                                 |
| SC Reinach      | Fritz Pfister                 | Eishalle Oberwynental, Reinach                                  |
| EV Bomo Thun    | Edi Grubauer                  | Kunsteisbahn Grabengut, Thun                                    |
| EHC Basel/KLH   | Roland Küng, Luciano Moricchi | St. Jakob-Arena, Basel                                          |

## Hauptrunde

### Qualifikationsrunde
Abkürzungen: Sp = Spiele, S = Siege, OTS = Sieg nach Verlängerung o. Penaltyschiessen, N = Niederlagen
| Rang | Verein          | Sp | S  | OTS | OTN | N  | Tore  | Punkte |
| ---- | --------------- | -- | -- | --- | --- | -- | ----- | ------ |
| 1.   | HC Lugano       | 12 | 11 | 0   | 1   | 0  | 80:27 | 34     |
| 2.   | EV Zug          | 12 | 9  | 2   | 0   | 1  | 80:28 | 31     |
| 3.   | DSC Oberthurgau | 12 | 7  | 0   | 2   | 3  | 56:35 | 23     |
| 4.   | SC Reinach      | 12 | 6  | 0   | 0   | 6  | 48:58 | 18     |
| 5.   | DHC Langenthal  | 12 | 3  | 1   | 0   | 8  | 44:70 | 11     |
| 6.   | EHC Basel/KLH   | 12 | 3  | 0   | 0   | 9  | 38:70 | 9      |
| 7.   | EV Bomo Thun    | 12 | 0  | 0   | 0   | 12 | 22:80 | 0      |

### Zwischenrunde 1–4
| Rang | Verein          | Sp | S | OTS | OTN | N | Tore  | Punkte |
| ---- | --------------- | -- | - | --- | --- | - | ----- | ------ |
| 1.   | HC Lugano       | 6  | 2 | 3   | 1   | 0 | 23:19 | 30     |
| 2.   | EV Zug          | 6  | 3 | 1   | 0   | 2 | 20:10 | 27     |
| 3.   | DSC Oberthurgau | 6  | 1 | 1   | 2   | 2 | 22:25 | 19     |
| 4.   | SC Reinach      | 6  | 1 | 0   | 2   | 3 | 19:30 | 14     |

### Zwischenrunde 5–8
| Rang | Verein         | Sp | S | OTS | OTN | N | Tore  | Punkte |
| ---- | -------------- | -- | - | --- | --- | - | ----- | ------ |
| 5.   | DHC Langenthal | 4  | 3 | 0   | 0   | 1 | 20:9  | 15     |
| 6.   | EHC Basel      | 4  | 2 | 0   | 0   | 2 | 15:18 | 11     |
| 7.   | EV Bomo Thun   | 4  | 1 | 0   | 0   | 3 | 10:18 | 3      |

### Beste Scorer
| Spieler              | Mannschaft      | Tore | Assists | Punkte |
| -------------------- | --------------- | ---- | ------- | ------ |
| Samantha Shirley     | EV Zug          | 31   | 24      | 55     |
| Stefanie Marty       | EV Zug          | 24   | 19      | 43     |
| Kira Misikowetz      | HC Lugano       | 23   | 17      | 40     |
| Silvia Bruggmann     | EV Zug          | 16   | 22      | 38     |
| Sarah Clark          | HC Lugano       | 23   | 13      | 36     |
| Christine Meier      | SC Reinach      | 17   | 18      | 35     |
| Eva-Maria Schwärzler | DSC Oberthurgau | 23   | 9       | 32     |
| Nicole Bullo         | HC Lugano       | 17   | 15      | 32     |
| Cindy Kenyon         | DHC Langenthal  | 19   | 7       | 26     |
| Danielle Grundy      | DHC Langenthal  | 16   | 9       | 25     |

## Play-offs
|  | Halbfinal | Halbfinal       | Halbfinal |  |  | Final | Final     | Final |
|  |           |                 |           |  |  |       |           |       |
|  |           |                 |           |  |  |       |           |       |
|  | 1.        | HC Lugano       | 2         |  |  |       |           |       |
|  | 4.        | SC Reinach      | 0         |  |  |       |           |       |
|  |           |                 |           |  |  | 1.    | HC Lugano | 2     |
|  |           |                 |           |  |  | 2.    | EV Zug    | 1     |
|  | 2.        | EV Zug          | 2         |  |  |       |           |       |
|  | 3.        | DSC Oberthurgau | 1         |  |  |       |           |       |
|  |           |                 |           |  |  |       |           |       |

### Halbfinal
EV Zug – DSC Oberthurgau
| 24. Februar 2007 | EV Zug | 2:4 (0:1, 1:1, 1:2) | DSC Oberthurgau | Trainings-Eishalle Herti, Zug |

| 25. Februar 2007 | DSC Oberthurgau | 3:10 (1:6, 0:3, 2:1) | EV Zug | EZO, Romanshorn |

| 3. März 2007 18:00 Uhr | EV Zug Stefanie Marty (5:54) Julia Marty (11:10) Samantha Shirley (46:05) Julia Marty (50:08) | 4:3 (2:1, 0:1, 2:1) Spielbericht | DSC Oberthurgau Eva-Maria Schwärzler (11:40) Eva-Maria Schwärzler (29:34) Maritta Becker (44:10) | Trainings-Eishalle Herti, Zug Zuschauer: 50 |

HC Lugano – SC Reinach
| 24. Februar 2007 15:15 Uhr | HC Lugano | 4:1 (1:0, 0:1,3:0) | SC Reinach | Pista Resega, Lugano |

| 25. Februar 2007 15:00 Uhr | SC Reinach | 7:9 (4:1, 1:5, 2:3) | HC Lugano | Eishalle Oberwynental, Reinach |

### Final
| 10. März 2007 | HC Lugano | 4:2 (0:1, 3:1, 1:0) | EV Zug | Pista Resega, Lugano |

| 17. März 2007 | EV Zug | 4:3 n. V. (1:1, 1:2, 1:0, 1:0) | HC Lugano | Trainings-Eishalle Herti, Zug |

| 18. März 2007 | HC Lugano | 4:1 (1:1, 1:0, 2:0) | EV Zug | Pista Resega, Lugano Zuschauer: 713 |

### Kader des Schweizer Meisters
| Schweizer Meister HC Lugano | Torhüter: Sarina Köppel, Jessica Müller Abwehr: Evelyn Bieri, Nicole Bullo, Joean Denby, Stephanie Fallis, Yasmina Monteiro Angriff: Emilie Berlinguette, Sarah Clark, Ruth Künzle, Vittoria Mantegazza, Kira Misikowetz, Fiona McLeod, Ilaria Mignola, Iris Müller, Maruska Piccoli, Allessia Rezzonico, Joelle Rickenbacher, Laura Ruhnke, Nicole Schneider Trainerstab: Greg Fair |

### Beste Scorer
| Spieler          | Mannschaft | Tore | Assists | Punkte |
| ---------------- | ---------- | ---- | ------- | ------ |
| Samantha Shirley | EV Zug     | 4    | 12      | 16     |
| Stefanie Marty   | EV Zug     | 8    | 4       | 12     |
| Julia Marty      | EV Zug     | 4    | 6       | 10     |
| Kira Misikowetz  | HC Lugano  | 6    | 2       | 8      |
| Nicole Bullo     | HC Lugano  | 5    | 3       | 8      |
| Sarah Clark      | HC Lugano  | 5    | 3       | 8      |

## Play-outs
| Rang | Verein           | Sp | S | OTS | OTN | N | Tore  | Punkte |
| ---- | ---------------- | -- | - | --- | --- | - | ----- | ------ |
| 1.   | EV Bomo Thun     | 6  | 4 | 1   | 0   | 1 | 38:11 | 14     |
| 2.   | ZSC Lions Frauen | 6  | 4 | 0   | 1   | 1 | 22:09 | 13     |
| 3.   | EHC Visp Lions   | 6  | 3 | 0   | 0   | 3 | 21:20 | 9      |
| 4.   | SCRJ Lakers      | 6  | 0 | 0   | 0   | 6 | 06:47 | 0      |

Legende: Nächste Saison LKA, Nächste Saison LKB